# Ruben Camacho
Pour les articles homonymes, voir Camacho.
Ruben Camacho est un artiste peintre français d'origine argentine né le 14 novembre 1953 à Mendoza, vivant depuis 1989 en France où il s'est installé successivement à Paris (Montmartre) et à Val-de-Gilly, près de Port-Grimaud.

## Biographie
Attiré par les arts plastiques dès une enfance « baignée par la lumière et la beauté des paysages andins », Ruben Camacho connaît sa première exposition personnelle à Mendoza dès l'âge de dix ans. Il est ensuite diplômé à Mendoza successivement de l'École nationale des beaux-arts et de l'École technique de construction (section architecture).
Ruben Camacho effectue son premier séjour à Paris en 1986. Il se partage alors entre l'Argentine et la France où il s'installe définitivement (alors au 122 rue Lamarck dans le 18e arrondissement de Paris) en 1989, date de ses premières expositions à Paris et à Lyon.

## Expositions

### Expositions personnelles
- Vente de l'atelier Ruben Camacho, Joël Millon et Claude Robert commissaires-priseurs, Hôtel Drouot, Paris, 17 décembre 1990[4].

### Expositions collectives
- Biennale d'arts plastiques, Musée d'art moderne de Mendoza, 1970, 1972.
- Musée d'art moderne de São Paulo, 1981.
- Salon des arts plastiques  de l'Université de Fluminense (pt), Rio de Janeiro, 1981.
- Musée de Belo Horizonte, 1987.
- Musée national des beaux-arts d'Argentine, Buenos Aires, 1988.
- Salon France America, Maison française de Washington, 1991[2].

## Réception critique
- « Son raffinement pictural souligne et renforce le stylisme inca des formes qu'il monte et démonte avec l'innocence tranquille de la cruauté... Déchirure, solitude, aspiration, incompréhension, incarcération : plus forts que la mort, autant de noms qu'il donne à ses peintures et qui sont révélateurs de sa quête... Son sujet : toujours l'être humain dans des poses ou des scènes charnelles avec dans les visages quelque chose du robot. Et l'on pense bien sûr à une certaine continuité avec les images transmises par les très vieilles civilisations d'Amérique du Sud où les personnages ont eux aussi des allures extra-terrestres. La crudité des couleurs est pour sa part fidèle aux racines d'une Espagne superbe et violente » - Joël Millon et Claude Robert[1]
- « Il crée presque exclusivement une peinture de personnages le plus souvent aux membres dissociés, dispersés à travers la surface de la toile, parfois frôlant la perte du sens et approchant la composition abstraite. Le dessin et synthétique, robuste, ne s'attache qu'à l'essentiel. » - Dictionnaire Bénézit[3]

## Prix et distinctions
- Première mention à la Biennale d'arts plastiques, Musée d'art moderne de Mendoza, 1972.
- Premier prix de sculpture de glace, Mendoza, 1973.

## Musées et collections publiques
- Musée d'art de São Paulo.